# Estheria cinerella
Estheria cinerella là một loài ruồi trong họ Tachinidae.